# Mons Memorial Museum
Le Mons Memorial Museum (anciennement Musée d’Histoire militaire de Mons) est un espace muséal ouvert en 2015 à Mons (Belgique) sur le site de l'ancienne Machine-à-eau.
Destiné « à s’interroger sur les réalités multiples et complexes des phénomènes guerriers. », il présente une vaste collection d'objets militaires couvrant une période allant du Moyen Âge au XXe siècle, confrontant le visiteur avec l'histoire militaire de la région de Mons.
Le parcours, particulièrement centré sur les événements des deux guerres mondiales, suit une scénographie originale imaginée par Winston Spriet et Martial Prévert dans laquelle les nouvelles technologies sont mises en œuvre pour mettre en forme le contenu historique. Des témoignages de civils et de militaires belges, américains, britanniques ou canadiens côtoient des récits allemands et forment le véritable fil conducteur de la visite.
Le musée, adapté au public non-voyant, organise également des expositions temporaires afin de compléter le propos du parcours permanent.